# Malka Heifetz Tussman
Malka Heifetz Tussman (ur. 1893 w wiosce Bolszaja Chajcza, zm. 1987 w Berkeley) – amerykańska poetka żydowskiego pochodzenia tworząca w jidysz, tłumaczka poezji.

## Życiorys
Urodziła się w 1893 roku na Wołyniu. Kształciła się prywatnie i w rosyjskich szkołach. W 1912 roku wyemigrowała za rodziną do Chicago. W Stanach wyszła za mąż za kantora Szlojme Tussmana, z którym przeniosła się do Milwaukee, gdzie kształciła się na Uniwersytecie Wisconsin oraz pracowała jako nauczycielka. Pokrótce studiowała także na Uniwersytecie Kalifornijskim w Berkeley. Następnie jej rodzina przeniosła się do Los Angeles, gdzie Heifetz Tussman uczyła jidysz, a w 1949 roku została lektorką języka i literatury w University of Judaism w Los Angeles. Lata 1971–1972 spędziła w Izraelu, po czym mieszkała do śmierci w Berkeley. Zmarła w 1987 roku.

## Twórczość
Jej pierwsze wiersze, opowiadania i eseje ukazały się w 1918 roku na łamach prasy jidiszowej. Jej twórczość ukazywała się w takich periodykach jak „Literarisze Bleter”, „Inzich”, „Swiwe” czy „Cukunft”. W latach 1949–1977 ukazało się sześć tomików jej wierszy. W 1981 roku została uhonorowana nagrodą im. Icyka Mangera. Jej dzieła pojawiały się także wielokrotnie w antologiach, w tym w zbiorze Moja dzika koza. Antologia poetek jidysz (2018) pod redakcją Karoliny Szymaniak, Joanny Lisek i Belli Szwarcman-Czarnoty. W późniejszych latach zgromadziła wokół siebie grono młodych żydowskich poetów anglojęzycznych, będąc pomostem między starszą generacją imigrantów a osobami urodzonymi w Stanach Zjednoczonych. Do tego grona należała m.in. poetka Ruchl Fiszman.
Heifetz Tussman również przekładała poezję anglojęzyczną na jidysz, tłumacząc m.in. dzieła Williama Butlera Yeatsa czy W.H. Audena.

## Wybrane dzieła
- Lider („Wiersze”), 1949[1]
- Mild majn wild („Łagodna dzikość”), 1958[1]
- Szots fun gedenken („Cienie pamięci”), 1965[1]
- Bleter Faln Not, 1972[2]
- Unter dajn cejchn („Pod twoim znakiem”), 1974[1]
- Hajnt iz ejbik: Lider, 1977[2]